# Bracelet en silicone

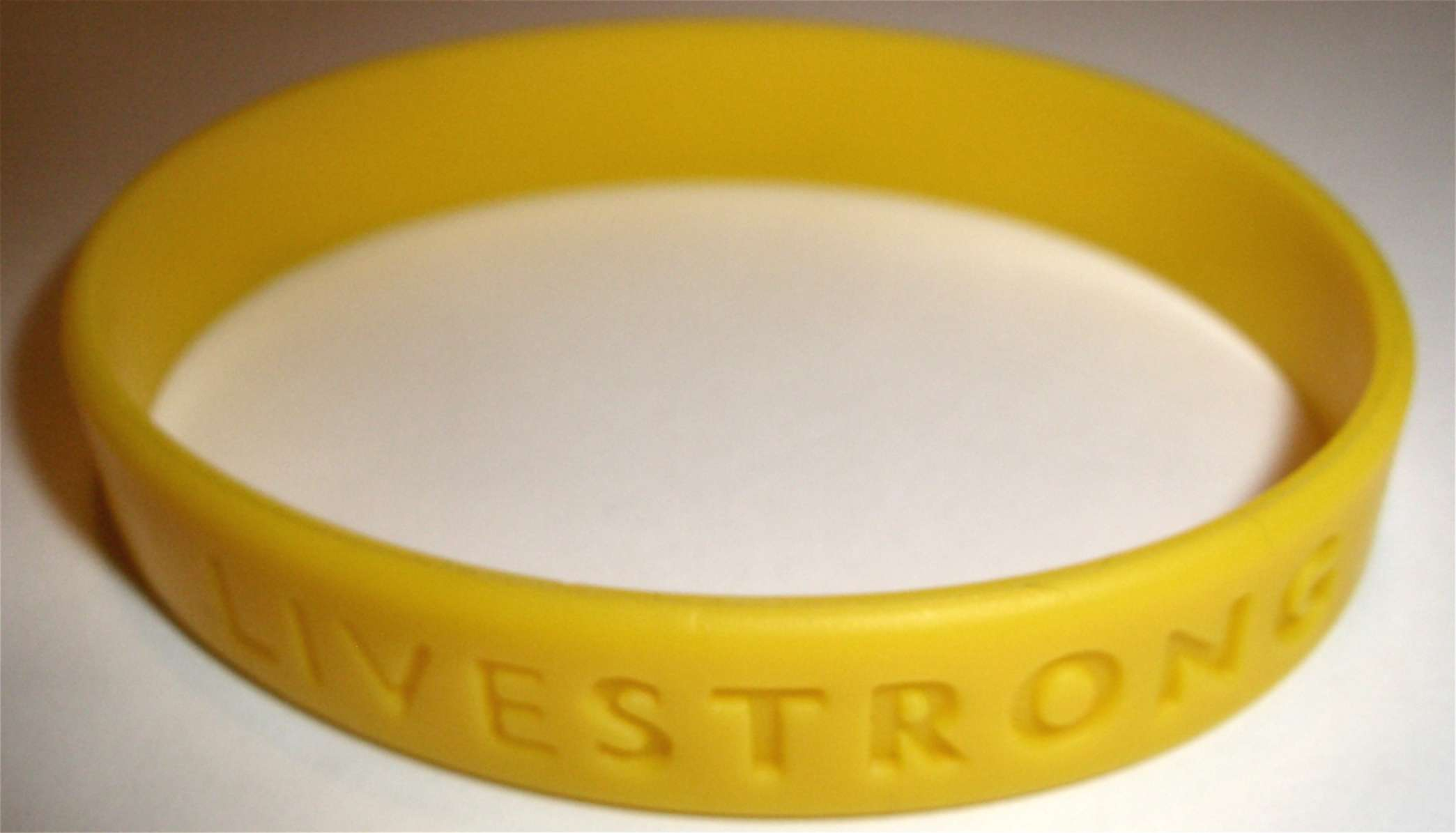

Un bracelet en silicone et un type de bracelet fabriqué à partir de silicone. Ils sont de couleurs différentes et peuvent être porté sur le bras gauche comme droit. Ils sont devenus populaire en Occident et ailleurs dans les années 1980. Parmi ses bracelets se trouvent les « bracelets de prise de conscience » qui portent des messages montrant le soutien de son porteur à une cause ou à une organisation caritative,. Ils sont aussi utilisés dans le milieu du tourisme.

## Types de bracelets en silicone
- Bracelet du sexe (dérivé supposé du code foulard),
- Bracelet à hologramme.